# Дуглас Еразмус
Дуглас Еразмус (англ. Douglas Erasmus, 4 квітня 1990) — південноафриканський плавець.
Учасник Олімпійських Ігор 2016 року.